# Pouzolzia conglobata
Pouzolzia conglobata är en nässelväxtart som först beskrevs av Bi., och fick sitt nu gällande namn av Friedrich Anton Wilhelm Miquel. Pouzolzia conglobata ingår i släktet Pouzolzia och familjen nässelväxter. Inga underarter finns listade i Catalogue of Life.